# Epidendrum coordinatum
Epidendrum coordinatum är en orkidéart som beskrevs av Heinrich Gustav Reichenbach. Epidendrum coordinatum ingår i släktet Epidendrum och familjen orkidéer.
Artens utbredningsområde är Colombia. Inga underarter finns listade i Catalogue of Life.